# Нопфлер, Дэвид
Дэвид Нопфлер (англ. David Knopfler; 27 декабря 1952, Глазго) — британский гитарист, автор песен, певец, клавишник. Младший брат Марка Нопфлера. Один из создателей группы Dire Straits.

## Биография
Нопфлер вырос в Ньюкасл-апон-Тайне, где учился в Госфортской Средней Школе. Сын архитектора, переехавшего в Великобританию ещё до рождения детей, Дэвид рос в Ньюкасле-на-Тайне. В возрасте 11 лет он овладел гитарой, фортепиано и барабанной установкой и в 14 лет уже исполнял свои песни в фолк-клубах. После учёбы в Бристольском политехническом институте он стал социальным работником в Лондоне, где снимал квартиру с Джоном Иллсли.
Дэвид Нопфлер познакомил своего старшего брата Марка с Иллсли. И вскоре вместе с барабанщиком Пиком Уизерсом они основали группу Dire Straits.
Дэвид исполнил партии ритм-гитары на первых двух альбомах Dire Straits и Communiqué. Во время записи третьего альбома «Making Movies» Дэвид Нопфлер оставил группу и начал сольную карьеру. В 1983 году вышел его первый сольный альбом «Release». Второй альбом, «Behind the Lines», вышел в 1985 году, а третий, «Cut the Wire», был выпущен в 1986 году. Подписав договор со звукозаписывающей компанией «Cypress Records», Дэвид выпустил в 1988 году свой четвёртый альбом «Lips Against the Steel».
В 1995 году увидел свет альбом «Small Mercies», а в 2001-м «Wishbones». В записи последнего принял участие Крис Ри. Оба альбома продюсировал Гарри Богдановс. «Ship of Dreams», девятый сольник Дэвида Нопфлера, вышел в свет в 2004 году.
Весной 2005 года в Великобритании вышла его книга стихов «Blood Stones and Rhythmic Beasts».

## Дискография

### в составе Dire Straits
- 1978 — Dire Straits
- 1979 — Communiqué
- 1980 — Making Movies (покинул группу во время записи альбома)
- 1988 — Money for Nothing[англ.] (сборник)
- 1995 — Live at the BBC[англ.]
- 1998 — Sultans of Swing: The Very Best of Dire Straits (сборник)
- 2005 — Private Investigations: The Best of Dire Straits and Mark Knopfler[англ.]

### Сольные альбомы
- 1983 — Release
- 1985 — Behind the Lines
- 1986 — Cut the Wire
- 1988 — Lips Against the Steel
- 1991 — Lifelines
- 1993 — The Giver
- 1995 — Small Mercies
- 2001 — Wishbones
- 2004 — Ship of Dreams
- 2006 — Songs for the Siren
- 2009 — Anthology 1983-2008 (выпущен в США)
- 2011 — Acoustic (with Harry Bogdanovs)
- 2015 — Grace
- 2019 — Heartlands
- 2020 — Last Train Leaving
- 2020 — Songs of Loss and Love